# Museo Anne de Beaujeu
Il museo Anne de Beaujeu (in francese: Musée Anne-de-Beaujeu) è un museo dipartimentale di arte e di storia, situato dal 1910 nel padiglione rinascimentale del palazzo dei duchi di Borbone a Moulins, nell'Allier, nella regione Alvernia-Rodano-Alpi. Si trova accanto alla maison Mantin, la casa del collezionista Louis Mantin (1851-1905), una dimora borghese del diciannovesimo secolo.

## Storia
Il museo Anne de Beaujeu, un patrimonio dell'Allier, è il frutto di lasciti diversi: innanzitutto quello dei duchi di Borbone, poi quello del testamento del collezionista Louis Mantin, quello dei membri di una società locale di dotti, la "Società dell'emulazione dei Borbonici", e infine dal dono delle opere d'arte. 

### Le museo e il castello dei duchi di Borbone
Il museo porta il nome di Anna di Francia (1461-1522), la figlia di Luigi XI divenuta Anna di Beaujeu sposando il duca di Borbone Pietro di Beaujeu. Il museo si trova dentro il castello dei duchi di Borbone, nel padiglione detto "di Anna di Beaujeu", dal 1910. L'arte aveva un ruolo politico già all'epoca dei duchi, e Anna di Beaujeu si era fatta circondare di scultori, di pittori e di architetti, con l'obiettivo di rendere Moulins una città degna di accogliere la corte francese. Il padiglione venne costruito nel 1500 circa e chiude l'ampio cortile del castello medioevale innalzato da Luigi II di Borbone; è un esempio precoce di architettura rinascimentale in Francia.

### Storia del museo
Il primo museo di Moulins, come in varie città, fu creato durante la rivoluzione francese e fu costruito partendo dalle confische rivoluzionarie. Il distretto di Moulins nominò nel 1795 un conservatore, Claude-Henri Dufour (1766-1845), che raggruppò le collezioni divenute dei beni pubblici nella cappella del convento della Visitazione. Qualche anno dopo, questo primo museo chiuse i battenti e le sue collezioni vennero riconsegnate progressivamente al clero.

#### Il museo municipale
Il 7 maggio del 1842, venne creato un museo della città con una delibera del consiglio municipale. Alcune tele appartenenti alla città durante la rivoluzione così come dei doni e degli acquisti costituiscono il primo nucleo di questa collezione. Poco a poco, il museo si estese in tutte le sale del municipio. Le collezioni allora erano composte da dipinti e da medaglie.
Fondata nel 1845 da Edmond Tudot, la Società di emulazione dei Borbonici (Société d'émulation du Bourbonnais) si pose come missione quella di "prendersi cura attivamente della formazione di una collezione di opere d'arte [dando] innanzitutto la preferenza a quelle che erano state scoperte nel dipartimento dell'Allier". La collezione si arricchì grazie agli scavi archeologici nel comune vicino di Yzeure, e nel 1861 venne creato un museo dipartimentale nel quale la Società mise in deposito tutte le sue collezioni. Questo museo venne inaugurato a Moulins nel 1863 negli edifici del palazzo di giustizia.

#### Il contributo di Louis Mantin

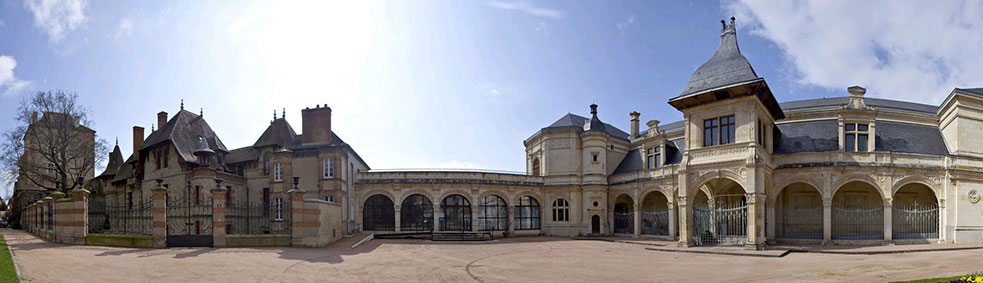
Una vista panoramica della facciata del museo Anne de Beaujeu e della maison Mantin.

Il museo Anne de Beaujeu nella sua configurazione attuale deve molto a Louis Mantin. L'ex sottoprefetto si fece costruire una villa accanto al castello. Louis Mantin era anche il vicepresidente della Société d'émulation du Bourbonnais dal 1902 al 1904. Nel suo testamento lasciò in eredità la sua casa, le sue collezioni e una somma di denaro alle autorità pubbliche per la fondazione di un museo che raccogliesse le due collezioni, la sua e quella del palazzo di giustizia, nel padiglione di Anna di Beaujeu. Fu grazie a questo contributo che il nuovo museo aprì i battenti il 5 giugno del 1910.

#### Il museo dipartimentale
Dal 2004, il museo Anne de Beaujeu, in precedenza gestito da un sindacato misto che rappresentava la città di Moulins e il dipartimento dell'Allier, divenne puramente dipartimentale. Il museo ricevette la denominazione di "museo di Francia".

## Le collezioni
Le collezioni del museo raggruppano circa 20.000 opere, oggetti d'arte, reperti archeologici, monete e medaglie, armi e una collezione di storia naturale. Solo una parte è esposta nelle sale di mostra permanente. Il patrimonio del museo si suddivide in cinque grandi tematiche.

### Archeologia
Il patrimonio archeologico rappresenta più del 60% delle collezioni del museo e proviene essenzialmente dalle scoperte regionali del diciannovesimo secolo. Composta da reperti che si datano dal Paleolitico all'epoca gallo-romana, la collezione comprende dei pezzi notevoli:
- dei mobili litici del sito preistorico di Châtelperron;
- un deposito di una fonderia dell'età del bronzo scoperto a La Ferté-Hauterive che comprende anche una cintura con dei pendenti;
- un insieme importante di figurine gallo-romane in terracotta dell'Allier (è la seconda collezione più grande dopo quella del museo archeologico nazionale).

### I Borboni
I duchi di Borbone, soprattutto Pietro e Anna di Beaujeu, furono dei grandi mecenati. Si circondarono degli artisti migliori del loro tempo per dare al ducato degli edifici degni del suo rango. I grandi cantieri che realizzarono su tutto il loro territorio attirarono architetti, pittori, scultori, artisti del vetro. Pertanto uno spazio è dedicato a quest'arte della corte borbonica. In particolare sono presenti:
- una testa di una Vergine con i tratti di Susanna di Borbone del celebre scultore Jean Guilhomet, più noto come Jean de Chartres (inizio del sedicesimo secolo);
- un pannello araldico con lo stemma di Pietro e Anna di Beaujeu in legno policromo (fine del quindicesimo secolo);
- dei frammenti in marmo della tomba di Luigi II di Borbone attribuita a Jean de Cambrai (inizio del quindicesimo secolo). Una galleria presenta un insieme di sculture e di pitture murali provenienti da edifici religiosi o civili dei Borbonici. Le statue più antiche esposte sono datate al dodicesimo secolo (delle Madonne col Bambino in legno policromo) e le più recenti risalgono all'inizio del sedicesimo secolo (per lo più sono delle rappresentazioni di santi).

### Dipinti tedeschi e fiamminghi del XV e XVI secolo

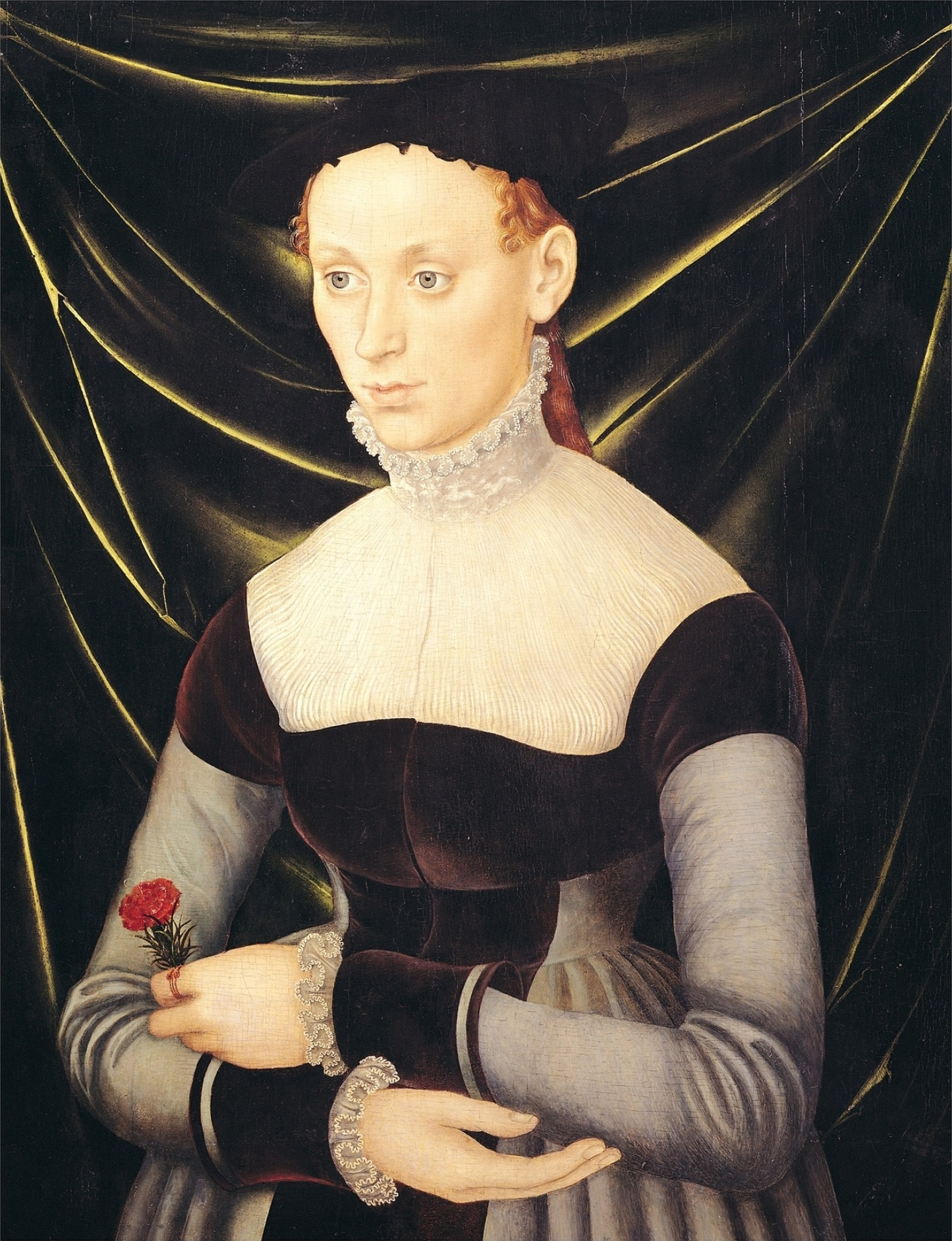
Scuola di Lucas Cranach, Donna con un garofano, 1530 circa

Il museo possiede una collezione importante di dipinti tedeschi e fiamminghi: retabli, ritratti, scene bibliche:
- Retablo di Santo Stefano, maestro di Uttenheim (1465-1475 circa), offerto al museo dal mastro ferraio Louis Rambourg (1801-1893);
- Donna con un garofano, scuola di Lucas Cranach il Vecchio, olio su legno (1530 circa);
- Retablo dell'Adorazione dei Magi, del maestro di Francoforte, olio su legno (inizio del sedicesimo secolo);
- Dalila coupant les cheveux de Samson, scuola tedesca, Maestro HB della testa di grifone, olio su legno (sedicesimo secolo).

Alcune di queste opere, come il quadro Dalila coupant les cheveux de Samson, sono depositate presso il museo a titolo dei MNR (Musées nationaux récupération, "Musei nazionali del recupero"). Nel 2017 venne riaperta una "sala dei retabli" che presenta queste opere in un ambiente adatto. È stato pubblicato un catalogo delle collezioni europee del Medioevo e del Rinascimento.

### Arti decorative a Moulins nel XVIII secolo
Moulins fu un centro di maioliche di prim'ordine nel diciottesimo secolo. I pezzi esposti presentano gli stili diversi che segnarono questa produzione: sono dei decori popolari ispirati alla maiolica di Nevers, lo stile rococò, le cineserie. A Moulins, la coltelleria non costituiva un'industria utilitaria, bensì un mestiere di lusso. Nel diciassettesimo secolo, Moulins contava una cinquantina di coltellieri soggetti alle regole degli orefici. Questi coltelli preziosi, in oro, madreperla e argento sono esposti in delle custodie in galuchat o in legno intarsiato.

### Pittura e sculture nel XIX secolo

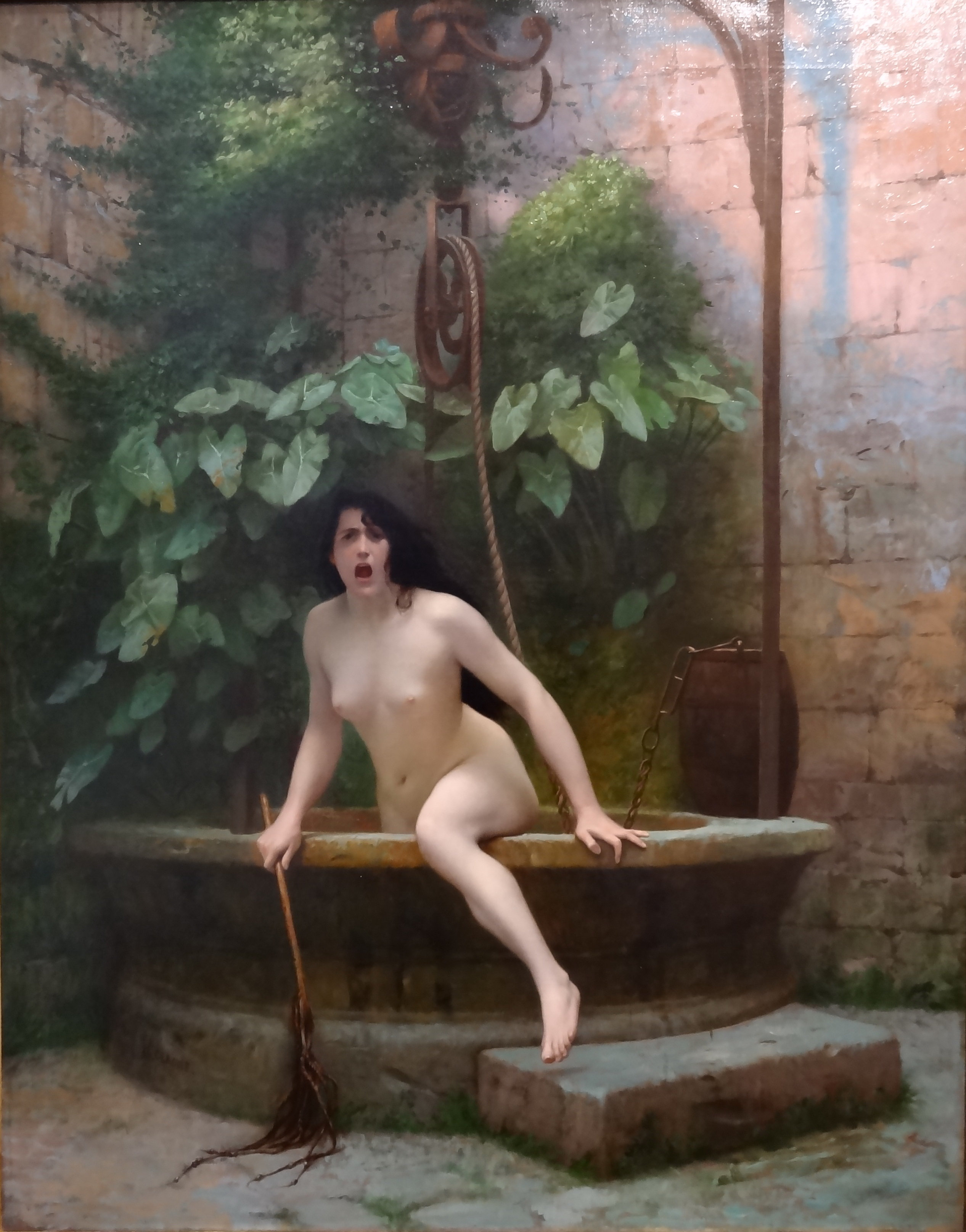
Jean-Léon Gérôme, La verità che esce dal pozzo, 1896

La ricca collezione del museo di arte della seconda metà del XIX secolo contiene delle opere di Jean-Léon Gérôme, Jean-Paul Laurens, Ernest Meissonier, Alexandre Cabanel, Georges-Antoine Rochegrosse, Jean-Jacques Henner. Acquisite dal museo in un'epoca nella quale l'arte accademica era criticata, queste opere affrontano generi diversi: la pittura di storia, il ritratto, il paesaggio, eccetera. Si trovano in particolare:
- La verità che esce dal pozzo, Jean-Léon Gérôme, olio su tela (1896);
- La mattinata di Castiglione, Ernest Meissonier, olio su tela (1891);
- Gli uomini del Sant'Uffizio, Jean-Paul Laurens, olio su tela (1889);
- Salammbô, Georges-Antoine Rochegrosse, olio su tela (1886);
- Le Bal des ardents, Georges-Antoine Rochegrosse, olio su tela (1889);[10]
- Vénus au changement de Pâris, Émile Thomas, scultura (1868); trasferimento di stato;
- Adamo ed Eva, Fernand Pelez (1876), trasferimento di stato;
- Portrait de femme, dite Juive à la fourrure, Marcellin Desboutin, olio su tela (1882), trasferimento di stato.